# João Jardim
João Henrique Vieira Jardim (Rio de Janeiro, 1964) é um cineasta, diretor e roteirista brasileiro.

## Biografia
Formou-se em jornalismo pela Faculdade da Cidade e estudou cinema na Universidade de Nova York. Participou do núcleo do diretor Carlos Manga, na TV Globo, onde realizou a minissérie Engraçadinha e editou Memorial de Maria Moura e Agosto. Editou diferentes trabalhos de Walter Salles e Eduardo Escorel para a TV independente. Foi assistente de direção em longas-metragens de Murilo Salles (Faca de Dois Gumes) e Cacá Diegues (Dias Melhores Virão). Dirigiu comerciais para alguns dos principais anunciantes do Brasil.
Seu primeiro longa metragem, Janela da Alma, ganhou 11 prêmios nacionais e internacionais e levou mais de 140 mil pessoas aos cinemas em 2002. Pro Dia Nascer Feliz, seu segundo longa, é um documentário sobre as adversas situações que o adolescente brasileiro enfrenta dentro da escola, gravado entre abril de 2004 e outubro de 2005, e lançado em 2006.
Junto com a britânica Lucy Walker e e a brasileira Karen Harley, João Jardim codirigiu o documentário "Lixo Extraordinário". O filme foi indicado ao Oscar de melhor documentário, em 2011, e ganhou prêmios no Festival de Berlim e no Festival de Sundance.
João Jardim tem um olhar aguçado para encontrar características surpreendentes em suas histórias, é autor do argumento de quase todas as suas realizações, do longa-metragem Getúlio, que conta a história do ex-presidente, a série “Vítimas Digitais”, ficção sobre mulheres que sofreram assédio nas redes, passando pelo documentário Janela da Alma, sobre diferentes formas de perceber o mundo. Jardim é um inquieto à procura de boas ideias que ele desenvolve com afinco até chegarem a um bom roteiro.
Nos cinemas, seu primeiro longa-metragem de ficção, Getúlio (2014), foi aclamado pela crítica e público, com mais de 500 mil espectadores. Estrelado por Tony Ramos, Drica Moraes e Alexandre Borges, o filme acompanhou os últimos dias do ex-presidente. Em "Amor?" (2011) reuniu depoimentos reais de mulheres e homens que se envolveram em violência nas relações, no elenco Julia Lemmertz, Du Moscovis, Fabiola Nascimento e Ângelo Antônio.
Em 2023, “As Polacas”, com Caco Ciocler, Valentina Herzage e Dora Freind, resgatou a história das imigrantes judias forçadas a se prostituir no início do século XX, o filme foi aplaudido no Festival do Rio e na Mostra Intl de São Paulo. No último ano dirigiu para Audible a audiosérie com os atores Claudia Abreu e Du Moscovis.
Na TV, João Jardim assinou a direção de cinco séries no Canal GNT, disponíveis no streaming. Os crimes na internet foram pauta da ficção “Vítimas Digitais” (2019), com Débora Falabella, Mariana Nunes, Marcos Veras e Luís Lobianco, a série foi Medalha de Prata no Festival de Nova York em 2021. Em quatro seriados documentais se manteve conectado a temas atuais e urgentes. Discutiu a pluralidade de famílias e relacionamentos em “Família é Família” (2014/16) e “Amores Livres” (2015), a dependência química em “Compulsão” (2015) e foi um dos primeiros a falar sobre transição de gênero na televisão brasileira em “Liberdade de Gênero” (2015,2017).  Esta última, uma das 10 melhores séries do ano, segundo o Jornal O Globo. Em 2024 estreia uma nova temporada de “Amores Livres”.
Também assinou a direção da série do Fantástico "Nelson Por Ele Mesmo" (2017), que está no catálogo do Globoplay. Nela, Fernanda Montenegro e Otávio Müller reuniram crônicas do dramaturgo Nelson Rodrigues. Na mesma emissora, dirigiu quatro episódios do seriado Por Toda a Minha Vida, entre 2006 e 2009, sobre Raul Seixas, Dolores Duran, Nara Leão e Elis Regina, com Júlio Andrade, Nanda Costa, Bianca Comparato.
Lixo Extraordinário (2010) foi o primeiro documentário brasileiro indicado ao Oscar. O filme, que codirigiu, conquistou prêmios em grandes festivais, como Berlim e Sundance.

## Filmografia[2]

### Como diretor
| Ano         | Título                                     | Tipo                    |
| ----------- | ------------------------------------------ | ----------------------- |
| 1995        | Engraçadinha... Seus Amores e Seus Pecados | Minissérie de televisão |
| 2001        | Janela da Alma                             | Documentário            |
| 2005        | Pro Dia Nascer Feliz                       | Documentário            |
| 2006 - 2009 | Por Toda Minha Vida                        | Série de TV             |
| 2010        | Lixo Extraordinário (codireção)            | Documentário            |
| 2011        | Amor?                                      | Drama                   |
| 2011        | Independent Lens (codireção)               | Série de TV             |
| 2012        | Fantástico                                 | Série de TV             |
| 2014        | Getúlio                                    | Drama                   |
| 2015        | Amores Livres                              | Série de TV             |
| 2016        | Compulsão                                  | Série de TV             |
| 2016 - 2017 | Liberdade de Gênero                        | Série de TV             |
| 2017        | Nelson, Por Ele Mesmo                      | Filme Para Televisão    |
| 2017        | Família é Família                          | Série de TV             |
| 2019        | Vítimas Digitais                           | Série de TV             |
| 2020        | Atravessa a Vida                           | Documentário            |
| 2023        | As Polacas                                 | Drama                   |

### Como roteirista
| Ano         | Título               | Tipo         |
| ----------- | -------------------- | ------------ |
| 2001        | Janela da Alma       | Documentário |
| 2005        | Pro Dia Nascer Feliz | Documentário |
| 2011        | Amor?                | Drama        |
| 2014        | Getúlio              | Drama        |
| 2016 - 2017 | Liberdade de Gênero  | Série de TV  |
| 2019        | Vítimas Digitais     | Série de TV  |
| 2020        | Atravessa a Vida     | Documentário |